# ペトロニウス (小惑星)
ペトロニウス (3244 Petronius) は小惑星帯に位置する小惑星。パロマー天文台のトム・ゲーレルスとライデン天文台のファン・ハウテン夫妻が発見した。
帝政ローマ時代の文人で、ネロ期の堕落した古代ローマを描いた小説、『サテュリコン (Satyricōn)』の著者とされるペトロニウスから命名された。